# Ministrowie cen i ochrony konsumenta Wielkiej Brytanii
Minister cen i ochrony konsumenta (en. Secretary of State for Prices and Consumer Protection) stał na czele departamentu cen i ochrony konsumenta w latach 1974–1979. Utworzony po dojściu Partii Pracy do władzy, przejął część kompetencji dawnego ministerstwa handlu i przemysłu. Został zlikwidowany kiedy władzę objęła Partia Konserwatywna. Jego kompetencję przejęło ministerstwo handlu.

## Lista ministrów cen i ochrony konsumenta
| Minister         | Czas urzędowania                |
| ---------------- | ------------------------------- |
| Shirley Williams | 5 marca 1974 – 10 września 1976 |
| Roy Hattersley   | 10 września 1976 - 4 maja 1979  |